# Fiodor Maksimow
Fiodor Pawłowicz Maksimow (ros. Фёдор Па́влович Макси́мов, ur. 4 lipca?/17 lipca 1903 we wsi Bolszenizowcewo w powiecie rylskim w guberni kurskiej, zm. 11 lipca 1990 we wsi Suchaja w rejonie rylskim w obwodzie kurskim) – przewodniczący kołchozu, dwukrotny Bohater Pracy Socjalistycznej (1948 i 1957).

## Życiorys
Po ukończeniu szkoły pracował jako robotnik rolny, 1926–1928 odbywał służbę wojskową, 1929–1940 był przewodniczącym Kołchozu im. 1 Maja, przewodniczącym kołchozu „Nowaja Żyzń”, pracownikiem stacji maszynowo-traktorowej w Rylsku i przewodniczącym rady wiejskiej, a 1940–1941 przewodniczącym kołchozu „Krasnyj Oktiabr'”. Od października 1941 do grudnia 1942 uczestniczył w ruchu partyzanckim w obwodzie kurskim, w sierpniu 1942 został kontuzjowany w walce z Niemcami, 1943–1945 był partorgiem (organizatorem partyjnym) dywizjonu 28 rezerwowego pułku artylerii na Froncie Briańskim, 2 Nadbałtyckim i Leningradzkim, brał udział w operacji briańskiej, leningradzko-nowogrodzkiej, starorusko-noworżewskiej, rieżycko-dwinskiej, madońskiej i ryskiej oraz blokadzie zgrupowania przeciwnika w Kurlandii. Wiosną 1946 został zwolniony do rezerwy w stopniu starszego porucznika, 1946–1970 ponownie był przewodniczącym kołchozu „Krasnyj Oktiabr'"” W latach 1950–1954 był deputowanym do Rady Najwyższej ZSRR 3 kadencji, a 1959–1963 Rady Najwyższej RFSRR 5 kadencji.

## Odznaczenia
- Medal „Sierp i Młot” Bohatera Pracy Socjalistycznej (dwukrotnie – 4 maja 1948 i 7 grudnia 1957)
- Order Lenina (4 maja 1948)
- Order Wojny Ojczyźnianej II klasy (11 marca 1985)
- Order Czerwonej Gwiazdy (20 czerwca 1945)
- Order „Znak Honoru” (23 czerwca 1966)
- Medal „Za pracowniczą dzielność” (25 grudnia 1959)
- Medal „Weteran pracy”

I inne.